# Delta du Gange

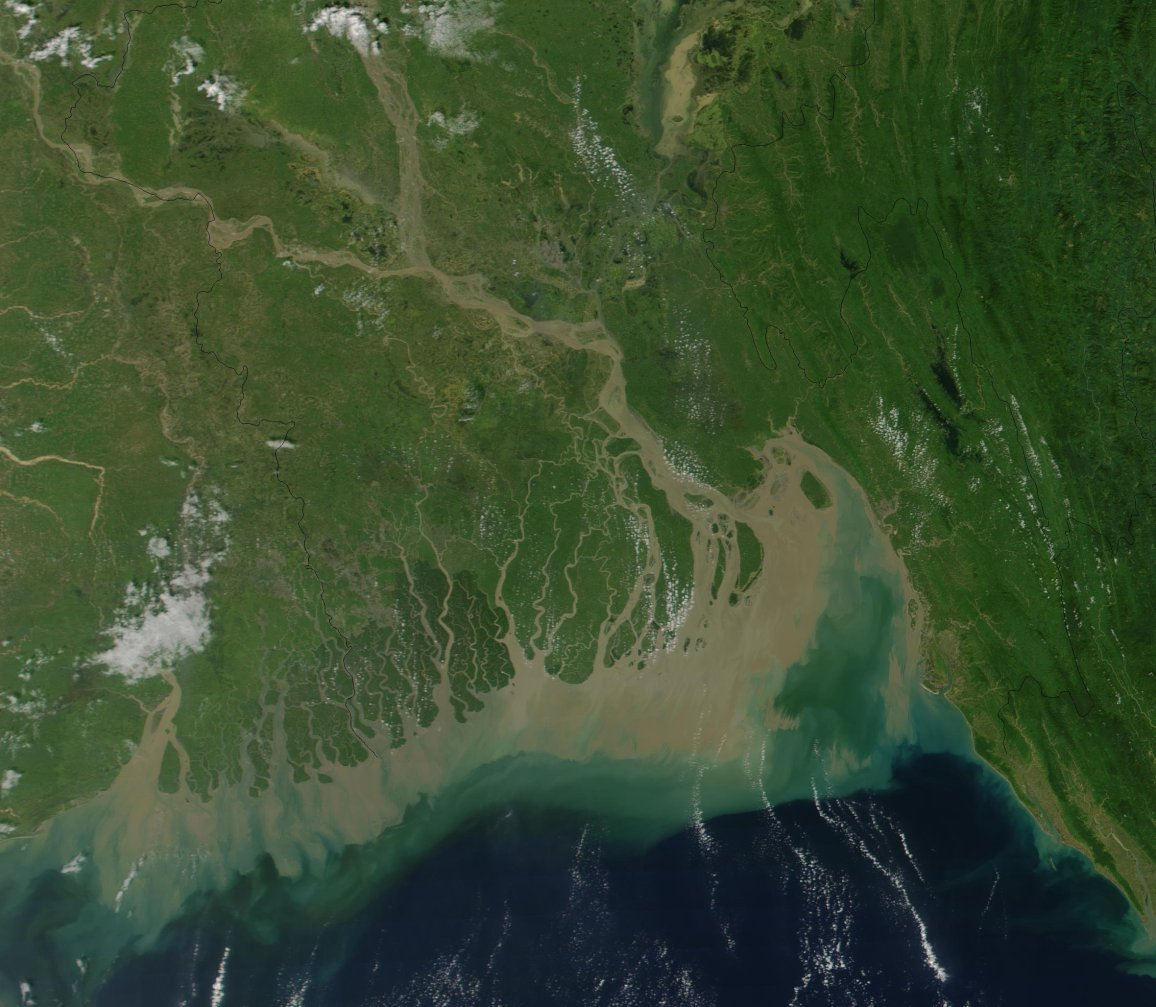
Vue satellitaire du Delta du Gange.

Le delta du Gange est le plus grand delta du monde. Il est divisé entre l'Inde et le Bangladesh et occupe une superficie de 105 000 km2.
Le delta est alimenté par le Gange et le Brahmapoutre, qui lui apportent près de 35 000 m3 d'eau par seconde. Si l'on considère que le Gange a pour affluent le Brahmapoutre, il devient le troisième fleuve au monde par son débit, qui est d'environ 35 000 m3/s à Chandpur au sud de Dacca, dans le bras principal du delta, le Meghna, à égalité avec l'Orénoque.
La zone du delta est très fertile. On y produit notamment du jute, du thé, et du riz. Plus de 143 millions de personnes y vivent malgré les risques d'inondations et de cyclones tropicaux.

## Population
Entre 125 et 143 millions de personnes vivent dans le delta, malgré les risques d'inondations causées par les moussons, le ruissellement abondant provenant de la fonte des neiges de l'Himalaya et les  cyclones tropicaux arrivant du Nord de l'océan Indien. Une grande partie des habitants du Bangladesh se trouve dans le delta du Gange et de nombreux habitants du pays dépendent du delta pour leur survie.
On estime que plus de trois cents millions de personnes bénéficient du delta du Gange et environ quatre cents millions de personnes vivent dans le bassin du Gange, ce qui en fait le bassin le plus peuplé du monde. La majeure partie du delta du Gange a une densité de population de près de 1 000 habitants au km2, ce qui en fait l'une des régions les plus densément peuplées du monde.

## Parc national des Sundarbans
Dans la région des Sundarbans, le parc national des Sundarbans est une réserve de biosphère classée par l'UNESCO patrimoine mondial  en 1987. Il couvre environ 2 600 km2 de mangroves représentées par plusieurs espèces dont certaines sont rares.
Il comprend un grand nombre d'îles dont une trentaine habitées par des populations de pêcheurs, d'apiculteurs et de coupeurs de bois. La faune comprend 693 espèces d'animaux dont 260 espèces d'oiseaux et 49 de mammifères. Le tigre du Bengale, dont la population serait d'environ deux cents individus, le dauphin du Gange, le crocodile marin, le python indien et la tortue fluviale de l'Inde figurent parmi les animaux peuplant le delta. La biodiversité se manifeste aussi par l'étalement d'une flore rassemblant 334 espèces végétales.

## Impact du changement climatique
Le delta du Gange est particulièrement vulnérable aux impacts du changement climatique.
En raison de l'élévation du niveau de la mer, cette région côtière basse est exposée à une augmentation des inondations, de l'érosion côtière et de l'intrusion saline. Ces phénomènes menacent non seulement les habitats naturels, mais aussi les moyens de subsistance des millions de personnes vivant dans le delta. Les terres agricoles , essentielles pour l'agriculture locale, risquent d'être dégradées par la salinisation, réduisant ainsi la production alimentaire et exacerbant l'insécurité alimentaire dans une région déjà fragile.
En outre, le changement climatique intensifie les phénomènes météorologiques extrêmes, tels que les cyclones et les tempêtes tropicales, qui frappent régulièrement le delta. Ces événements causent des destructions massives aux infrastructures, aux habitations et aux écosystèmes, entraînant des pertes économiques considérables et des déplacements de populations,. La combinaison de ces facteurs crée un cercle vicieux de vulnérabilité accrue et de capacités d'adaptation limitées, mettant en péril les efforts de développement durable et la résilience des communautés locales face aux futurs changements climatiques.